# Poll Island
Poll Island, auch Guijar oder Poll Islet genannt, ist eine australische Insel im Zentrum des Archipels der Torres-Strait-Inseln. Sie liegt im Süden der Inselgruppe The Three Sisters und ist 4,9 km von Sue Island, der einzig bewohnten Insel der "Three Sisters", entfernt.
Poll Island mit einer Landfläche von etwa 11 ha wird von einem 5 km² großen ovalen Korallenriff (Poll Islet Reef) eingefasst.
Verwaltungstechnisch zählt Poll Island zu den Central Islands, einer Inselregion im Verwaltungsbezirk Torres Shire von Queensland.